# 후기 피아노 소나타 (베토벤)
루트비히 판 베토벤의 후기 피아노 소나타는 일반적으로 작곡가가 말기에 작곡한 마지막 다섯 개의 피아노 소나타를 가리킨다. 일부 편집에서는 피아노 소나타 27번 마단조, 작품 90을 베토벤의 후기 피아노 소나타 중 하나로 포함했을 수 있다.
- 피아노 소나타 28번 가장조, 작품 101
- 피아노 소나타 29번 내림나장조, 작품 106 "함머클라비어"
- 피아노 소나타 30번 마장조, 작품 109
- 피아노 소나타 31번 내림가장조, 작품 110
- 피아노 소나타 32번 다단조, 작품 111

베토벤의 마지막 소나타들을 대중의 관심으로 이끈 최초의 피아니스트에는, 1830년에서 1840년 사이에 정기적으로 자신의 프로그램에 그것들을 포함시킨 프란츠 리스트와, 어느 한 저녁 공연에서 그것들 다수를 포함시킨 한스 폰 뵐로가 있었다.
아라베라 고다드는 하나의 연주회 시리즈에서 베토벤의 후기 소나타 전체를 프로그램으로 짠 최초의 피아니스트로 알려져 있다. 1857년에 "뮤지컬 월드"(Musical World)는 다음과 같이 보도했다: "지금까지 유럽의 어떤 피아니스트도 베토벤의 마지막 소나타 다섯 개를 매우 짧은 간격을 두고 다섯 번의 번갈아가는 밤공연에서 공개적으로 연주한 것을 자랑할 수 없었다. 그러나 고다드 양은 이 업적을 이루었고, 그 일을 훌륭하게 해냈다."

## 녹음
(가나다 순)
전체 주기 :
- 김선욱 (악센투스 뮤직)
- 글렌 굴드 (CBC 레코드 28번, 소니 클래시컬 29-32번)
- 나카미치 이쿠코 (RCA)
- 다니엘 바렌보임 (2회 녹음 : 도이체 그라모폰 1회, EMI 클래식 1회)
- 러셀 셔먼
- 로날트 브라우티함
- 로버트 톱
- 루돌프 부흐빈더
- 루돌프 제르킨 (소니 클래시컬)
- 루이 로르티
- 리차드 구드 (넌서치)
  - 굴드의 30-32번 공연 음원은 이전에 콜롬비아 마스터웍스 레코드에서 공개되었다.
- 리타 부불리디
- 마리야 그린버그
- 마리 코다마 (펜타톤)
- 마우리치오 폴리니 (도이체 그라모폰)
- 말콤 빈스
- 발터 기제킹 (타라)
- 버나드 로버츠 (님버스)
- 블라디미르 아시케나지 (데카 레코드)
- 빌헬름 박하우스 (데카 레코드)
- 빌헬름 켐프 (도이체 그라모폰을 통해 2회 녹음)
- 베르나르 로버츠 (님버스)
- 백건우 (데카 클래식)
- 사키야 아키히로 (DPIC)
- 소노다 타카히로
- 손민수 (소니 클래시컬)
- 스기타니 쇼코 (IDC)
- 스티븐 코바체비치 (EMI 클래식)
- 스뱌토슬라프 리흐테르 (다양한 레이블에서 각 소나타의 다양한 공연)
- 시라이시 미츠타카 (KDC)
- 아르투르 슈나벨 (EMI 클래식)
- 안드라스 쉬프 (ECM 레코드)
- 안톤 쿠에르티
- 알프레드 브렌델 (3회 녹음 : 필립스 클래식 2회, 데카 클래식 재발매; 복스 1회(초기의 세트), 브릴리언트 클래식 재발매)
- 알프레도 펄 (아르테노바)
- 어니 피셔 (훙가르톤)
- 이고르 레빗 (소니 클래시컬)
- 이리나 메주에바
- 이브 나트 (EMI 클래식)
- 이연화 (소니 BMG)
- 이쿠코 나카미치
- 임현정 (워너 클래식)
- 야마네 야에코 (아담 에이스)
- 요코야마 유키오
- 에릭 하이드셱 (EMI 클래식)
- 예노 얀도
- 애니 피셔
- 장 베르나르 포미에
- 조르주 플뤼데마셰
- 존 오코너
- 제라드 윌렘스
- 찰스 로젠 (CBS가 CD 소니 클래시컬을 통해 재발매)
- 코스게 유 (소니 클래시컬)
- 클라우디오 아라우 (필립스 클래식)
- 클라우드 프랭크 (뮤직 앤드 아츠)
- 클로드 프랑크
- 키쿠치 유스케 (트리톤)
- 파울 바두라스코다
- 폴 루이스 (아르모니아 문디)
- 프리드리히 굴다 (3회 녹음 : 데카 클래식 1회; 아마데오 레코드 1회; 브릴리언트 클래식 및 데카 클래식에서 재발매; 오르페오 1회, 2010년에 처음 출시)
- 피터 제르킨 (뮤지컬 컨셉츠)

부분 주기 (3개 또는 그 이상) :
- 우치코 미츠다 (필립스 클래식을 통해 28-32번)
- 예밀 길렐스 (도이체 그라모폰을 통해 28-31번)
- 크리스토프 에셴바흐 (EMI 클래식을 통해 29-32번)

다섯 개의 소나타 중 마지막 소나타, 다단조는 율리우스 캐천, 아르투로 베네데티 미켈란젤리, 미하일 플레트네프, 이보 포고렐리치, 아나톨 우고르스키의 해석으로서 들은 것처럼 가장 자주 녹음된다.

## 같이 보기
- 피아노 소나타 (베토벤)
- 디아벨리 변주곡, 베토벤 후기에 작곡된 또 다른 피아노 작품
- 바가텔, 작품 33, 작품 119 및 작품 126
- 슈베르트의 마지막 소나타